# Italienische Fußballmeisterschaft 1908
Die Italienische Fußballmeisterschaft 1908 war die elfte italienische Fußballmeisterschaft, die von der Federazione Italiana Giuoco Calcio (FIGC) ausgetragen wurde.

## Organisation
1908 verbot der Italienische Fußballverband erstmals die Teilnahme von ausländischen Spielern an der Meisterschaft, was jedoch heftige Proteste beim AC Mailand und dem CFC Genua hervorrief, bei denen Spieler aus der Schweiz und England von maßgeblicher Bedeutung für die Erfolge der letzten Jahre gewesen waren. Der Verband entschloss sich deswegen, für derartige Mannschaften die Bundesmeisterschaft – bei der die bisherige vom Kapitän des CFC Genua gestiftete Meisterschaftstrophäe, der Spensley-Pokal, weitervergeben wurde – und für komplett italienische Mannschaften die Italienische Meisterschaft mit einer neuen Trophäe zu veranstalten. Sowohl der AC Mailand als auch der CFC Genua und der FC Turin weigerten sich jedoch, an einem dieser Turniere teilzunehmen.
Den ohnehin nur symbolischen Titel des Bundesmeisters gewann somit Juventus Turin gegen den einzig übrigen Gegner SG Andrea Doria, so dass ihm der Spensley-Pokal zustand. Der Vorjahresmeister AC Mailand weigerte sich jedoch, den Pokal herauszugeben und gab ihn lieber an den Stifter aus Genua zurück. Um Eskalationen zu vermeiden, entschied der Verband, dass der Pokal dauerhaft an Milan geht, obwohl sie ihn nur zweimal in Folge gewonnen hatten. Wie gesagt wurde diese Bundesmeisterschaft von Juventus jedoch sowieso nicht als Meister anerkannt. Dies wurde nach wie vor der Sieger der Italienischen Meisterschaft, jedoch ohne ausländische Beteiligung und mit der neuen Trophäe Coppa Buni.
Vom 1. bis zum 8. März 1908 fanden die regionalen Ausscheidungsspiele der Region Piemont statt. Die Finalrunde fand vom 22. März bis zum 17. Mai 1908 statt. Für die Regionen Lombardei und Ligurien gab es nur eine eingeschriebene Mannschaft, weshalb hier die Ausscheidungsspiele ausfielen.
Es gab erneut eine Finalrunde für die sich drei Mannschaften qualifizieren konnten. Jede Mannschaft spielte während dieser Finalrunde jeweils zweimal gegen jede Mannschaft (Ein Heimspiel und ein Auswärtsspiel). Nach diesen Spielen wurde das Team mit den meisten Punkten Meister.
Ein weiterer Nebeneffekt dieser Entwicklungen war, dass einige Mitglieder des AC Mailand den Verein verließen und am 9. März 1908 den Lokalrivalen Inter Mailand (FC Internazionale Milano) gründeten. Wie der Vereinsnahme Internazionale erkennen lässt, gründeten sie ihn mit der Zielsetzung, ausländische Spieler aufzunehmen und diese entgegen der Entscheidung des Verbandes, in der Meisterschaft wieder durchzusetzen und zu etablieren.

## Teilnehmer
Erstmals nahm die SG Pro Vercelli an der Meisterschaft der 1. Kategorie teil. Außerdem nahm erstmals der Rekordmeister CFC Genua (6 Titel) nicht an der Meisterschaft teil. Auch fehlten der amtierende Meister AC Mailand und der Vizemeister FC Turin. All diese Vereine fehlten wegen ihres Protests.
- SG Andrea Doria
- US Milanese
- Juventus Turin
- SG Pro Vercelli

## Resultate

### Ausscheidungsrunde

#### Piemont
|                 | Gesamt |                | Hinspiel | Rückspiel |
| --------------- | ------ | -------------- | -------- | --------- |
| SG Pro Vercelli | 3:1    | Juventus Turin | 1:1      | 2:0       |

Damit qualifizierte sich die SG Pro Vercelli für die Finalrunde.

#### Lombardei
Durch die Proteste des AC Mailand war US Milanese die einzige eingeschriebene Mannschaft aus der Region Lombardei und qualifizierte sich ohne Ausscheidungsspiele für die Finalrunde.

#### Ligurien
Durch die Proteste des CFC Genua war SG Andrea Doria die einzige eingeschriebene Mannschaft aus der Region Ligurien und qualifizierte sich ohne Ausscheidungsspiele für die Finalrunde.

### Finalrunde
|                 | Ergebnis |                 |
| --------------- | -------- | --------------- |
| US Milanese     | 5:1      | SG Andrea Doria |
| SG Pro Vercelli | 0:0      | US Milanese     |
| SG Andrea Doria | 1:2      | SG Pro Vercelli |
| SG Pro Vercelli | 1:1      | SG Andrea Doria |
| US Milanese     | 0:1      | SG Pro Vercelli |
| SG Andrea Doria | 1:2      | US Milanese     |

#### Abschlusstabelle
| Pl. | Verein          | Sp. | S | U | N | Tore    | Punkte |
| --- | --------------- | --- | - | - | - | ------- | ------ |
| 1.  | SG Pro Vercelli | 4   | 2 | 2 | 0 | 004:100 | 06     |
| 2.  | US Milanese     | 4   | 2 | 1 | 1 | 005:100 | 05     |
| 3.  | SG Andrea Doria | 4   | 0 | 1 | 3 | 004:100 | 01     |

## Meister
Damit wurde die SG Pro Vercelli bei der erstmaligen Teilnahme an der italienischen Meisterschaft der 1. Kategorie auf Anhieb italienischer Meister.
| Meister         |
| SG Pro Vercelli |

| Tor: - Giovanni Innocenti - Giovanni Sassi Abwehr: - Angelo Binaschi - Carlo Salvaneschi - Vincenzo Celoria - Giuseppe Servetto Mittelfeld: - Guido Ara - Giuseppe Milano I - Pietro Leone | Angriff: - Romussi - Marcello Bertinetti - Vincenzo Fresia - Felice Milano II - Annibale Visconti - Carlo Rampini I Spielertrainer: - Marcello Bertinetti |